# 东风10D型柴油机车
东风10D型柴油机车（DF10D），即东风10型0002号柴油机车，是中国铁路使用的电力传动柴油机车车型之一，由大连机车车辆厂设计及制造，仅试制了一组并未投入批量生产。为了满足中国铁路干线开行5000吨重载货物列车的需要，根据国家计划委员会于1991年下达的国家重点科技项目合同，大连机车车辆厂于1994年12月试制出新一代的东风10D型柴油机车。该型机车是以大连机车车辆厂于1988年研制的东风10型柴油机车为基础、吸收和应用了东风6型柴油机车上的各种先进技术，而开发研制的双节联挂八轴重载货运机车。东风10D型柴油机车的动力装置为12V240ZJD型柴油机，电力传动装置和控制系统是以国产化的东风6型机车为基础改进而成，包括JF206A型牵引发电机和ZD108型牵引电动机，机车标称功率为5,000马力（3,590千瓦）。

## 发展历史

### 开发背景
1980年代，中国实行改革开放后随着国民经济的发展，中国铁路货物运输量迅速增长。“六五”及“七五”期间，中华人民共和国铁道部确定了以“货运重载、客运高速”、提高运输能力为方针的铁路科技发展规划，并将铁路货运重载配套技术列入研究开发的主攻方向之一，致力提高机车牵引功率和货车装载重量。为了缓和繁忙干线运输能力紧张的局面，铁道部决定通过调整机车类型、延长货物列车长度、提高牵引定数的办法，在主要干线开行5000吨级重载混编货物列车。早在1984年，大连机车车辆厂根据对未来铁路牵引动力需求的调查和研究，开始着手研制用于重载货运的5,400马力（3,970千瓦）双节八轴柴油机车——东风10型柴油机车，并于1988年试制成第一台原型车，机车装用12V240ZJC型柴油机、TQFR-2000型牵引发电机、ZQDR-410型牵引电动机。1989年，由大连机车车辆厂和美国通用电气公司合作设计制造的东风6型柴油机车问世，通过对电传动装置和微机控制系统等先进技术的引进和国产化，使得将这些技术移植到国产重载货运机车成为一种可行的方案。
1989年至1990年间，铁道部根据国家计划委员会和国家科学技术委员会的部署，由科技司联同有关司局级单位开展了《铁路运输中长期科技发展纲要》、《铁路发展战略的初步意见》及《“八五”铁路科技发展设想》等铁路中长期发展规划的研究工作，并根据这些规划安排了一系列“八五”铁路科技攻关项目，其中一个重点研究项目便是为5000吨重载列车配套的大功率柴油机车，以满足繁忙干线开行重载货物列车的需要。长远上，即使在主要干线在完成电气化改造后，在与其衔接的非电气化铁路仍然需要能够牵引5000吨直通货物列车的柴油机车。同时，西南地区的黔桂铁路也将需要一款曲线通过性能较佳、粘着重量较大的柴油机车，来替换老旧的东风型柴油机车。1991年7月30日，国家计划委员会正式与大连机车车辆厂签订国家重点科技项目（攻关）计划专题合同，立项研制东风10D型重载货运柴油机车。

### 研制过程
东风10D型机车是以大连机车车辆厂于1988年研制的东风10型柴油机车为基础，开发研制的5,800马力（4,260千瓦）双节联挂八轴重载货运机车，动力装置采用新研制的12V240ZJD型柴油机，电传动装置吸收和应用了东风6型柴油机车上各种引进自通用电气的先进技术，要求厂修里程达到80万公里以上。与东风6型机车相比，东风10D型机车还采用了许多前者所没有的崭新技术，例如由交流异步电动机驱动的辅助传动系统、以牵引发电机作为起动电机的柴油机变频起动技术、由两台微机组成的主从微机通讯控制系统、干式加压闭式循环冷却水系统等，技术指标达到1990年代初期国际先进水平。机车标称功率达到5,000马力（3,590千瓦），起动牵引力最大可达718千牛（受牵引电动机起动电流限制），持续牵引力为455千牛，在平直道上牵引6000吨列车的平衡速度为80公里/小时，当牵引5000吨列车时在平直道上的平衡速度可达87公里/小时，并且能够通过最大8.5‰的限制坡度。
1992年5月5日至6日，铁道部科技司在大连机车车辆厂主持了关于东风10D型机车技术设计方案的审查会议，铁道部机务局、西南交通大学、柳州铁路局、铁道部科学研究院、大连内燃机车研究所、株洲电力机车研究所、永济电机厂、西安信号工厂等协作单位的代表亦参加了这次会议。同年10月，东风10D型机车正式投入试制。1993年5月，为了保证东风10D型机车的研制进度，铁道部在永济电机厂召开了专门会议，对各种电机、电器、电控装置等重要配件的试制进度，进行分析研究及安排生产计划。1993年8月，国家专题评估小组到大连机车车辆厂视察机车研制进展的实际情况。至1993年底，大连机车车辆厂已按规定完成了对12V240ZJD型柴油机的牵引特性、负荷特性、空载油耗、增压器喘振等各种试验，柴油机样机的各项热工性能指标皆已达到设计任务书的要求；工厂并先后完成了柴油机变频起动试验、主发电机可控励磁、蓄电池充电可控硅移相斩波控制、交流辅助系统跳波控制、辅助发电机可控励磁等地面配套试验项目，东风10D型机车进入总组装阶段。1994年1月14日，为东风10D型柴油机车配套的牵引电机组在永济电机厂完成试制。1994年11月，首台东风10D型柴油机车在大连机车车辆厂完成组装，经过在工厂内初步调试和线路运行试验，于同年12月20日在大连机车车辆厂正式出厂。
就动力装置、电传动装置和控制系统的技术水平而言，东风10D型柴油机车无疑是当时中国铁路最先进的国产柴油机车，但仍然与东风6型机车面临相同的困境。由于受到零部件制造技术和材料工艺水平的限制，机车的可靠性远远未达到批量生产和投入运用的程度，特别是交流辅助传动系统的稳定性方面，交流辅助电动机跳波调速性能未能达到预期要求，变极交流异步电动机亦有待改进和完善。最终，东风10D型机车与东风6型机车同样未能投入批量生产，而唯一一台东风10D型机车在完成线路运行试验后，返回大连机车车辆厂封存。

## 技术特点

### 总体布置
东风10D型机车是干线货运用的双节重联八轴柴油机车，由两节结构相同的单司机室四轴机车联挂而成，分别为A节和B节机车。机车乘务员在本务机车上可同时操纵两节机车，两车之间有风挡和通过台。机车既可双节重联使用，也可单节独立使用。机车标称功率为5,000马力（3,590千瓦），构造速度为100公里/小时，运转整备重量为2×92吨。东风10D型机车采用单司机室、内走廊式、全钢焊接结构的桁架式侧墙承载车体，车体长度为15,200毫米，车钩中心线间距为2×15,900毫米，车体宽度为3,105毫米，车体高度为4,550毫米。为了在保证车体强度的同时满足轴重限制，机车车体特别采用了轻量化设计。此外，车体侧墙蒙皮还使用了预应力焊接技术，以控制薄钢板的焊接变形和改善侧墙蒙皮的平面度，这项工艺技术亦被后来的东风4D型柴油机车沿用。每节机车在车体底架下面两台转向架之间，吊挂着一个容量为5000升的燃油箱，燃油箱两侧并设有蓄电池组。
机车从前到后分别为司机室、电气室、动力室、冷却室，其中电气室、动力室和冷却室顶部均设计成活动顶盖，以便拆装车内部件。司机室内机车运行方向的左侧设有司机操纵台、空气制动机的自动制动阀和单独制动阀，右侧设有副司机座席及工具箱，司机室内还设有供乘务员使用的电冰箱和空调设备。电气室内设有高低压电器柜、主硅整流柜、励磁整流柜等电器设备，顶部装有一台卧式电阻制动柜。位于机车中部的动力室内安装了一套柴油发电机组，动力室前部靠近牵引发电机的位置还设有前转向架牵引电动机通风机等，后部靠近冷却室的位置设有车体通风机、机油热交换器、机油滤清器等辅助设备。柴油机空气滤清系统采用与东风6型机车相同的二级空气滤清系统，第一级为离心式旋风惯性空气滤清器，第二级为金属骨架纸质滤芯空气滤清器。
冷却室设有冷却水系统和散热装置，冷却系统的设计参考自ND5型柴油机车。冷却水系统分为柴油机的高温水系统，以及机油热交换器和中冷器的低温冷却水系统，两者均采用封闭加压循环，通过增大换热温差来提升散热性能。散热器的布置形式采用压风式冷却，冷却室顶部装有A字形布置的散热器，其中包括10个高温冷却水系统散热器单节和28个低温冷却水系统散热器单节，散热器下面设有两个直径为1400毫米的冷却风扇。冷却水系统采用干式冷却，当柴油机运转时冷却水才进入散热器，当柴油机停机时散热器中不再存水，冷却水全部回流到水箱，有利于冬季严寒时的冷却水保温和保护散热器。冷却室下方还设有后牵引电动机通风机、空气压缩机和两个总风缸。东风10D型机车的空气制动装置沿用了东风4型机车的JZ-7型空气制动机，但增设了一个电阻制动电磁阀，以避免机车被同时施加电阻制动和空气制动而造成抱轮滑行。停车制动采用弹簧停车制动装置，取代了东风4型机车上的手制动装置。

### 柴油机
东风10D型机车装用一台由大连机车车辆工厂制造的12V240ZJD型柴油机，为240/275系列柴油机产品之一。该型柴油机是在16V240ZJD型柴油机基础上发展而成12气缸机型，吸收了大连机车车辆厂与英国里卡多公司的技术合作成果，并应用了部分为16V240ZJE型柴油机改良的零部件。相比16V240ZJD型柴油机除了气缸数量减少之外，12V240ZJD型柴油机的高度和宽度亦有所缩减，以便适应机车重量限制的要求。该型柴油机后来亦被东风10F型、东风10DD型柴油机车所采用。
12V240ZJD型柴油机是一款12气缸、四冲程、V型结构、直接喷射、废气涡轮增压、增压空气中间冷却的中速柴油机。气缸内径为240毫米，活塞行程为275毫米，气缸V形夹角为50°，额定转速为每分钟1000转，最低空载转速为每分钟430转，平均有效压力为1.819兆帕，UIC标定功率为3,000马力（2,310千瓦），装车功率为2,900马力（2,130千瓦），额定满功率运转时的燃油消耗量为153克/有效马力·小时（208克/有效千瓦·小时）。柴油机采用钢制铸焊机体、钢顶铁裙活塞、稀土合金球铁曲轴。部分零部件选用了外国产品，包括瑞士ABB公司的VTC214-13型增压器、美国伍德沃德公司的PGEV调速器、英国布赖斯·伯杰公司（Bryce Berger）的喷油泵和喷油器等。

### 传动系统
东风10D型机车采用交—直流电传动装置，是以国产化的东风6型机车电传动系统为基础，根据四轴机车的需要配置而成。柴油机通过法兰盘直接驱动一台三相交流同步牵引发电机，通过硅整流装置把牵引发电机发出的三相交流电整流为直流电，再将电能输送给两台转向架上的四台并联连接的直流牵引电动机，通过传动齿轮驱动轮对。
牵引发电机采用十极、三相、他励的JF206A型同步交流发电机，该发电机参考自通用电气Dash 8系列机车所使用的GMG187型牵引发电机，采用牵引发电机与辅助发电机同轴的结构，辅助发电机是一台12极、三相、三绕组的同步交流发电机。牵引发电机的额定容量为2055千伏安，额定电压为350伏特，额定电流为3390安培，最大电压为890伏特，额定转速为每分钟1000转，定子和转子绕组绝缘等级均为H级，冷却方式为强迫通风，发电机净重为7374公斤。牵引发电机的励磁电流由辅助发电机的励磁绕组供给，其产生的交流电经励磁整流装置斩波整流后，供给牵引发电机转子的励磁绕组。
牵引发电机发出的三相交流电由硅整流装置转换成直流电，每节机车上都设有一组由大连机车车辆厂研制的GTF4720/1250型硅整流装置，采用由风冷式硅二极管元件组成的三相桥式全波整流电路，硅整流装置有三个串联的整流桥臂，每一桥臂有六个并联的ZP2000-32型大功率整流二极管，每节机车共有18个二极管元件。牵引电动机采用ZD108型四极直流串励电动机，即通用电气GE752AFC1型牵引电动机的国产化产品，额定功率为400千瓦，额定电压为407伏特，额定电流为1180安培，最大电流为1600安培，额定转速为每分钟498转，最高转速为每分钟2445转，定子及电枢绝缘等级为H级，冷却方式为强迫通风。
东风10D型机车亦继承了东风6型机车的电传动装置的各种优点，由于选用了调压比极高、恒功运用范围广并且有较高传动效率的牵引发电机和牵引电动机，辅之以精准可靠的微机恒功率励磁控制系统，从而令机车具有优异的牵引性能，电传动装置无须对牵引电动机进行磁场削弱就能充分吸收柴油机的输出功率。在柴油机装车功率为2×2850马力（2×2130千瓦）的情况下，机车标称功率可达到5,000马力（3,590千瓦），从持续速度（24.8公里/小时）到最高设计速度（100公里/小时）范围内都能实现范围内恒功率牵引特性控制。
在电阻制动工况时，牵引电动机变为他励直流发电机工作，激磁绕组全部串联并由牵引发电机经硅整流柜供电，牵引电动机发出的电流输入到电阻制动柜，将电能通过电阻器转化为热能消耗掉，最大制动功率为2×2,400马力（2×1,800千瓦）。为了扩展电阻制动的最大制动力范围，东风10D型机车设有与东风6型机车相同的三级扩展电阻制动，每两台牵引电动机的电枢串联连接一组制动电阻，在制动速度低于35公里/小时的范围内设置了三级电阻制动，由微机控制系统（下述）根据机车速度自动短接部分电阻，从而在低速范围（10～35公里/小时）内保持基本恒定的制动力。此外，为了使机车在静止状态测定各档位的输出功率和性能，东风10D型机车还可以利用制动电阻作为自负荷试验的负载。

### 控制系统
东风10D型机车的车载微机控制系统，是在东风6型机车的微机系统的基础上发展而来，系统架构与通用电气Dash 8系列机车的多微机控制系统相似，硬件主体架构包含三台以英特尔80C186微处理器为核心的主机，主机硬件架构采用插件板式结构，插有不同功能的印刷电路板。微机控制系统的软件系统是一个分时执行的多任务实时操作系统，除了其操作系统和串行端口中断服务子程序采用汇编语言ASM86编写外，其它程序模块全部采用高级语言PL/M-86编写。微机控制系统不仅具备东风6型机车上原有的各种功能，包括主发电机恒功率励磁控制、防空转防滑行控制、电阻制动特性及制动扩展控制、保护系统控制、故障诊断、显示及记录等，并且新增了柴油机变频起动控制、晶闸管直接控制主辅发电机励磁、交流辅助传动控制、蓄电池充电控制和机车重联控制等功能 。

### 辅助系统
东风10D型机车的最大特色是采用交流辅助传动系统和柴油机变频起动，也是中国铁路第一款采用该两项技术的柴油机车。柴油机车交流辅助传动和柴油机变频起动系统的研制始于1991年，当时为参加出口澳大利亚柴油机车的国际招标，大连机车车辆厂、株洲电力机车研究所、永济电机厂开始联合研制柴油机车交流辅助传动系统。1992年，大连机车车辆厂和株洲电力机车研究所成功研制出柴油机变频起动控制系统。1994年，交流辅助传动系统研制成功并应用到东风10D型柴油机车。
与东风6型机车使用的静液压驱动辅助传动系统相比，东风10D型机车的辅助传动系统包括冷却风扇、牵引电动机通风机、主发电机通风机和空气压缩机等辅助装置均采用由微机控制的交流异步电动机驱动，交流电源由与牵引发电机同轴的辅助发电机供给。交流辅助传动省略了万向轴和传动轴等一系列机械连接，并且改善了车内空间利用和减少所需的蓄电池容量，辅助传动系统的工作状况和消耗功率也能通过微机系统准确控制。同时，柴油机还采用了变频起动技术，柴油机起动时将镍镉碱性蓄电池的直流电经变流装置逆变为三相交流电，供应给主发电机使其作为三相串励交流电动机运转，将柴油机拖动至点火转速，从而驱动柴油机起动运转，省却了传统的直流起动电动机和起动变速箱。
东风10D型机车的交流辅助传动系统虽然技术先进，但在应用上仍然存在着很多问题，例如冷却风扇的跳波控制无法进行平滑调速，而采用变极异步电动机驱动的空气压缩机，由于其转速跟随柴油机转速分为两档控制，因此只有每分钟500转和每分钟800转两个额定工作转速，导致制动系统泵风时间长及充风能力不足。此后，虽然东风10D型柴油机车未能投入批量生产，但其交流辅助传动系统和柴油机变频起动系统经过简化和改进后，被应用到大连机车车辆厂为巴基斯坦铁路研制的DPU20型（CKD8D）、DPU30型柴油机车（CKD9），起动变流装置的主要变化除了以IGBT元件取代了原本使用的晶闸管元件，并将冷却风扇和空气压缩机改用单独的逆变器控制。

### 转向架
机车轴式为2×（Bo-Bo），轴距为2800毫米。每节机车的走行部为两台相同的无导框式二轴转向架，除了与牵引电动机相关的齿轮箱、轴箱、车轴轮对之外，转向架的结构形式与东风10型机车大致相同。转向架采用钢板组焊成封闭式箱形结构的“日”字形构架，轴箱定位装置采用拉杆式弹性定位结构，轴箱通过装有橡胶关节组件的上、下轴箱拉杆与构架相连接，实现轴箱相对于构架的横向和纵向定位。一系悬挂采用轴箱圆弹簧加垂向液压减震器，二系悬挂采用橡胶金属堆旁承，车体重量通过四个旁承由两台转向架支承，转向架与车体间还设有弹性侧挡装置，使转向架进出曲线时能够相对与车体进行回转运动。牵引力和制动力通过中心销传递，牵引点高度距离轨面400毫米。牵引电动机采用单侧齿轮传动的轴悬式驱动方式（滑动抱轴承式半悬挂），即牵引电动机的一侧通过抱轴瓦（滑动轴承）刚性地支承在车轴上，另一侧通过弹性元件（橡胶垫）和吊杆悬挂在转向架构架上。牵引电动机配用英制25°压力角的牵引齿轮，牵引齿轮传动比为4.5（63：14）。基础制动方式为带闸瓦间隙自动调节器的单侧踏面制动，每个车轮各配有一个203毫米直径的制动缸，当机车施行制动时，制动缸从空气制动机获得压缩空气，并通过杠杆机构使闸瓦抱轮产生制动作用。

## 参看
- 通用电气Dash 8系列
- ND5型柴油机车
- 东风6型柴油机车
- 东风10型柴油机车
- 东风10F型柴油机车
- 东风4E型柴油机车